# Limonia vajra
Limonia vajra är en tvåvingeart som beskrevs av Alexander 1958. Limonia vajra ingår i släktet Limonia och familjen småharkrankar. Inga underarter finns listade i Catalogue of Life.